# فيليز سارسفيلد

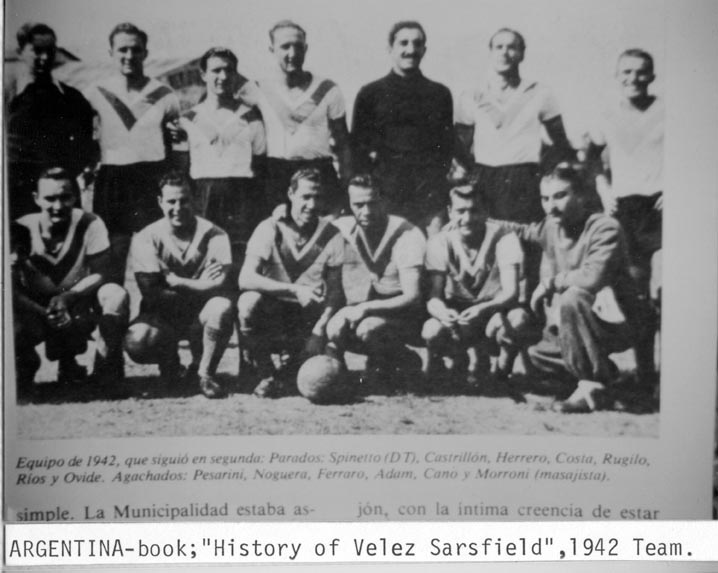
هذه هي صورة لفريق فيليز سارسفيلد 1942

نادي فيليز سارسفيلد الرياضي (بالإسبانية: Club Atlético Vélez Sarsfield)‏ هو نادي كرة قدم أرجنتيني تأسس سنة 1910 م .
له العديد من الألقاب أهمها كوبا ليبرتادوريس مرة واحدة عام 1994 كما فاز بلقب كأس الإنتركونتيننتال 1994 على حساب ميلان الإيطالي. وهو من أحد أنجح الأندية الأرجينتينية وله تتويجات عديدة. تأسيسه وأصوله ايطالية.